# David Sossenheimer
David Sossenheimer (Erlenbach am Main, 21 de junho de 1996) é um jogador de voleibol alemão que atua na posição de ponteiro.

## Carreira

### Clube
Sossenheimer atuou nas categorias juniores do TV Mömlingen de 2010 a 2013. O ponteiro também esteve com a seleção estadual da Baviera de 2010 a 2012, vencendo a Taça Federal de 2012, em Hanôver. Em 2013, Sossenheimer fez parte do elenco do Generali Haching. Depois que o clube finalizou as suas atividades, o atleta se mudou para a TV Bühl em 2014, com quem chegou à final da Copa da Alemanha de 2016. No ano seguinte mudou-se para o vice-campeão alemão VfB Friedrichshafen. Com o novo clube, o ponteiro conquistou três títulos da Copa da Alemanha e três títulos da Supercopa Polonesa. 
Em 2019 fez sua estreia internacional ao competior o campeonato polonês pelo MKS Będzin. Na tempora seguinte o atleta se mudou para a Itália para competir pelo Sir Safety Conad Perugia, com ao qual conquistou o título da Supercopa Italiana de 2020.
Em 2021 o alemão atuou no voleibol francês pelo AS Cannes. Após o rebaixamento do clube para a segunda divisão francesa, o ponteiro se transferiu para o Arago de Sète.

### Seleção
Sossenheimer estreou na seleção adulta alemã em 2016 pela Liga Mundial, atuando na posição de líbero em algumas partidas.

## Títulos
VfB Friedrichshafen
- Copa da Alemanha: 2016–17, 2017–18, 2018–19

- Supercopa Alemã: 2016, 2017, 2018

Sir Safety Conad Perugia
- Supercopa Italiana: 2020

## Clubes
| Anos      | Clube                    |
| --------- | ------------------------ |
| 2010–2013 | TV Mömlingen             |
| 2013–2014 | Generali Haching         |
| 2014–2016 | TV Bühl                  |
| 2016–2019 | VfB Friedrichshafen      |
| 2019–2020 | MKS Będzin               |
| 2020–2021 | Sir Safety Conad Perugia |
| 2021–2022 | AS Cannes                |
| 2022–     | Arago de Sète            |

## Prêmios individuais
- 2018: Supercopa Alemã – MVP